# Olga Borsos
Olga Borsos (14 de febrero de 1926-1996) es una botánica, y profesora húngara, que ha trabajado en morfología y sistemática vegetal.

## Algunas publicaciones
- 1960. Magyarorszàg és a Kàrpàtok kosborainak növényföldrajzi-rendszertani monogràfiàja: Geobotanisch-systematische Monographie der Knabenkräuter Ungarns und der Karpaten. Ed. Akadémiai Nyomda, Bernàt György. 10 pp.

### Libros
- 1976. A szarvas kerep: Lotus corniculatus L. Volumen 3 y 7 de Magyarország kultúrflorája. Ed. Akad. kiadó. 116 pp. ISBN 9630510707